# Jesús Aroca y Ortega
Jesús Aroca y Ortega (Madrid, 1877 - ídem., 30 de novembre de 1935) fou un compositor espanyol. Cursà els estudis al conservatori de la seva ciutat natal. Va ser president de l'Associació de Directors d'Orquestra. La seva labor ocupa un lloc important en el desenvolupament de la història musical d'Espanya. Va fer diverses transcripcions del Cancionero musical y poético del siglo XVII i, a més, és autor d'una Reseña histórica de la tonada. Entre les seves partitures més interessants cal citar Alma remota (Madrid) i Arrabales castellanos, suite per a orquestra (Madrid).